# علیرضا یارمحمدی
علیرضا یارمحمدی(۱۳۲۳ تهران) نماینده مجلس شورای اسلامی از بم بود. او با کسب ۲۴٬۳۴۹ رای برابر با درصد آراء ۷۹٫۹۰ از این حوزه انتخابیه به مجلس راه افتاد.